# Альсу
Альсу́ (фр. Halsou) — коммуна во Франции, находится в регионе Новая Аквитания. Департамент — Атлантические Пиренеи. Входит в состав кантона Баигюра-э-Мондаррен. Округ коммуны — Байонна.
Код INSEE коммуны — 64255.

## География

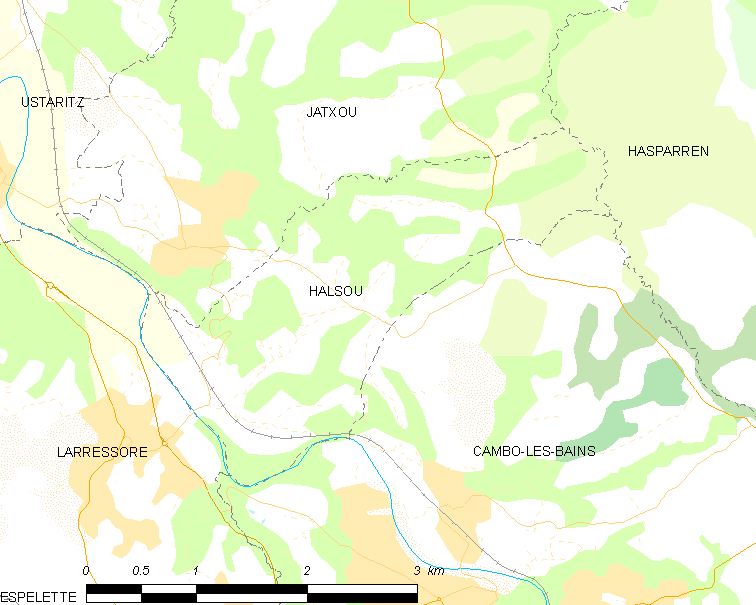
Карта коммуны

Коммуна расположена приблизительно в 680 км к юго-западу от Парижа, в 180 км южнее Бордо, в 90 км к западу от По.
На юго-западе коммуны протекает река Нив.

### Климат
Климат тёплый океанический. Зима мягкая, средняя температура января — от +5°С до +13°С, температуры ниже −10 °C бывают редко. Снег выпадает около 15 дней в году с ноября по апрель. Максимальная температура летом порядка 20-30 °C, выше 35 °C бывает очень редко. Количество осадков высокое, порядка 1100 мм в год. Характерна безветренная погода, сильные ветры очень редки.

## Население
Население коммуны на 2010 год составляло 502 человека.
| 1962 | 1968 | 1975 | 1982 | 1990 | 1999 | 2010 |
| ---- | ---- | ---- | ---- | ---- | ---- | ---- |
| 283  | 290  | 324  | 376  | 443  | 503  | 502  |

## Администрация
| Период | Период | Фамилия          | Партия | Примечания |
| ------ | ------ | ---------------- | ------ | ---------- |
| 1983   | 1998   | Ги Дуссо         |        |            |
| 1998   | 2003   | Жан-Поль Казо    |        |            |
| 2003   | 2020   | Венсан Карпантье |        |            |

## Экономика
В 2010 году среди 333 человек трудоспособного возраста (15—64 лет) 249 были экономически активными, 84 — неактивными (показатель активности — 74,8 %, в 1999 году было 65,5 %). Из 249 активных жителей работали 231 человек (121 мужчина и 110 женщин), безработных было 18 (9 мужчин и 9 женщин). Среди 84 неактивных 21 человек были учениками или студентами, 44 — пенсионерами, 19 были неактивными по другим причинам.

## Фотогалерея

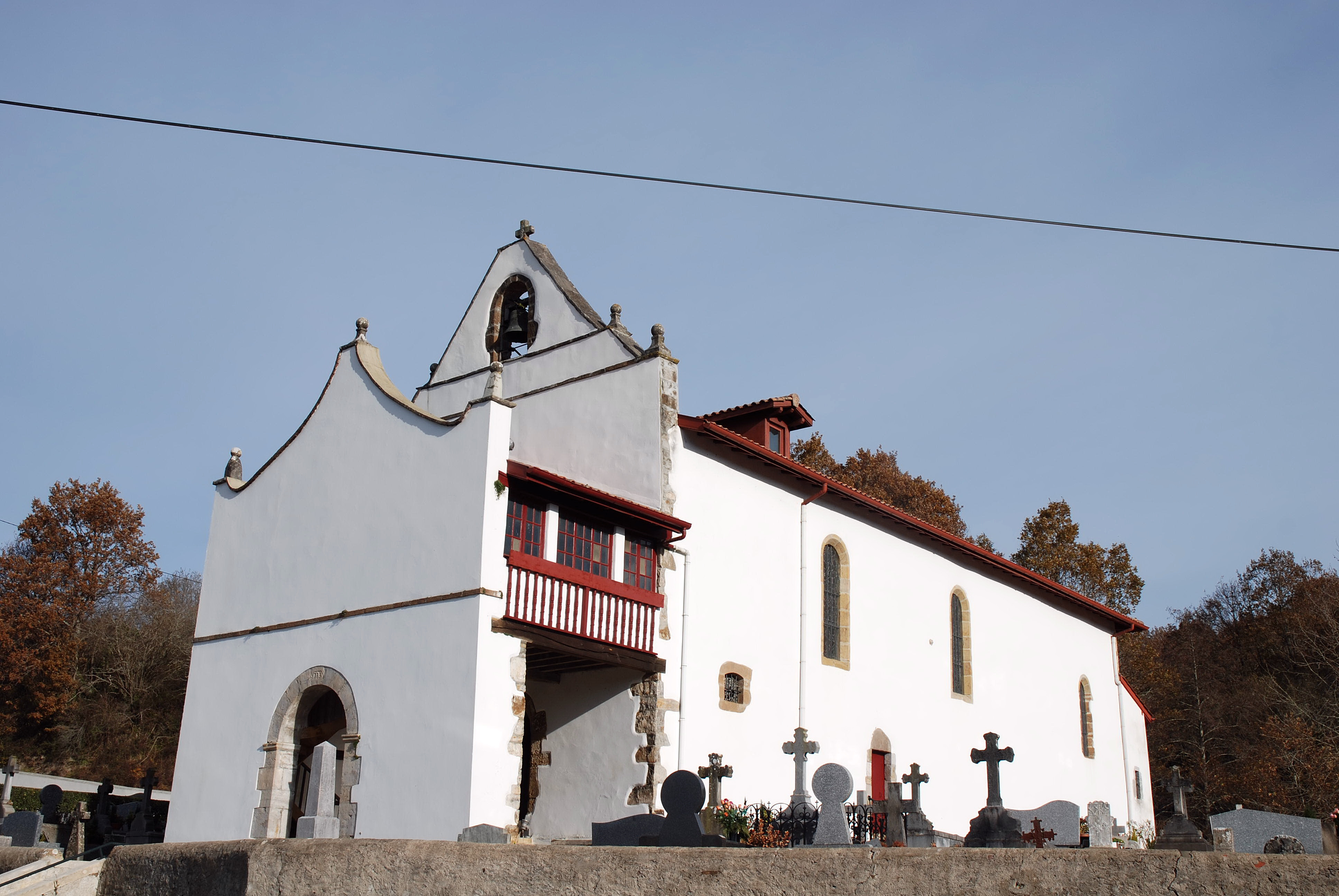
Церковь Успения Божьей Матери
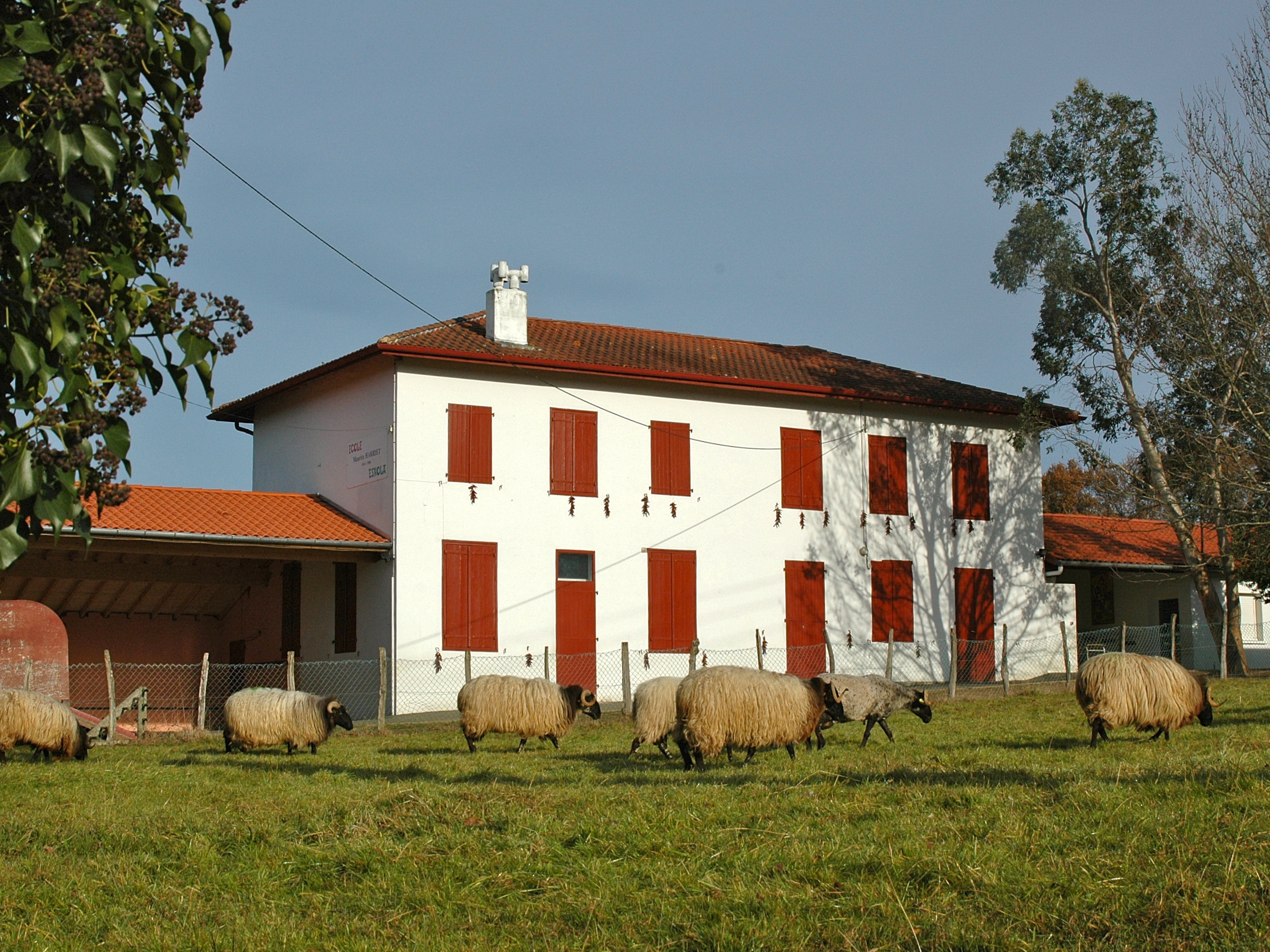
Школа
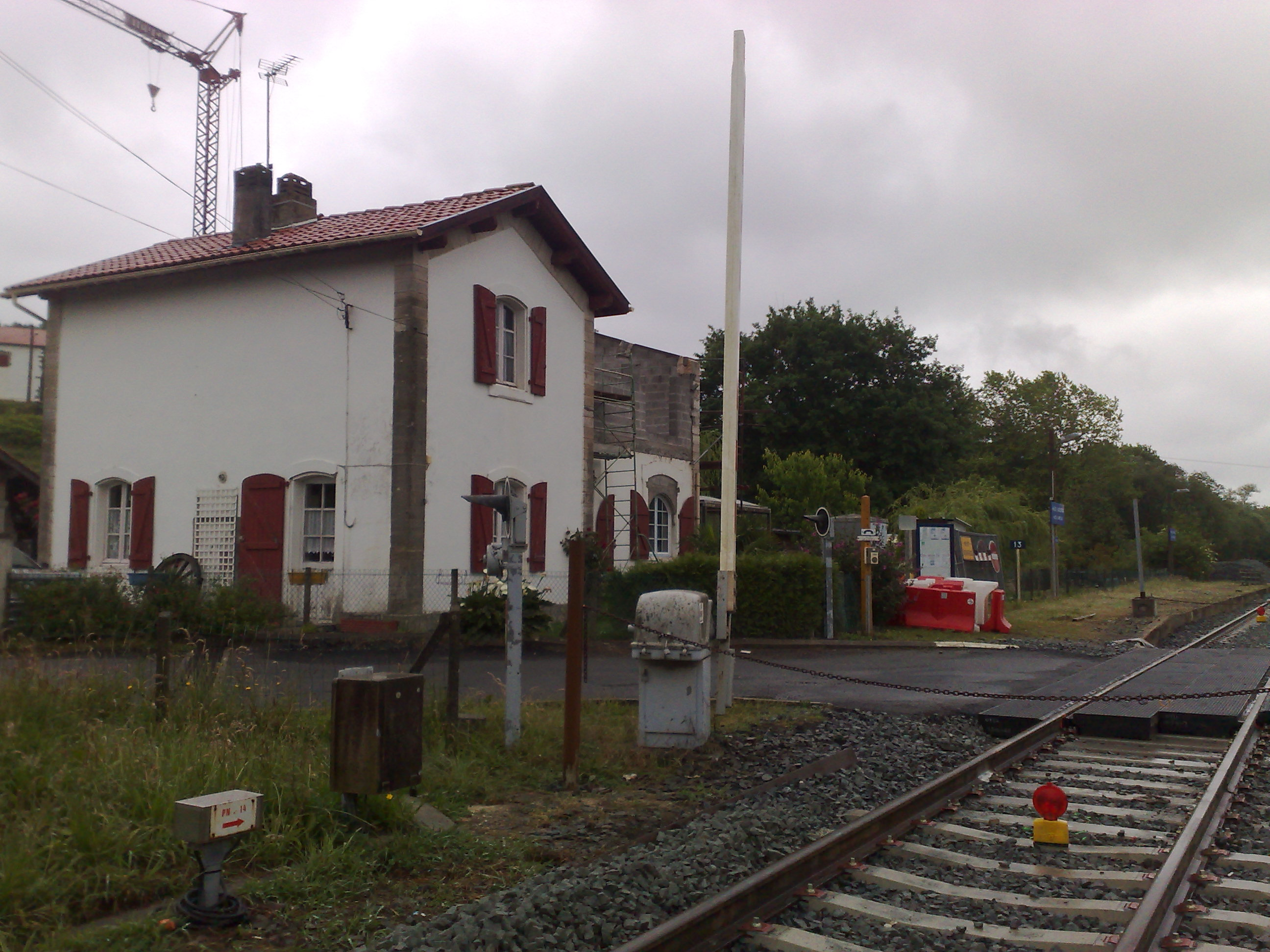
Вокзал
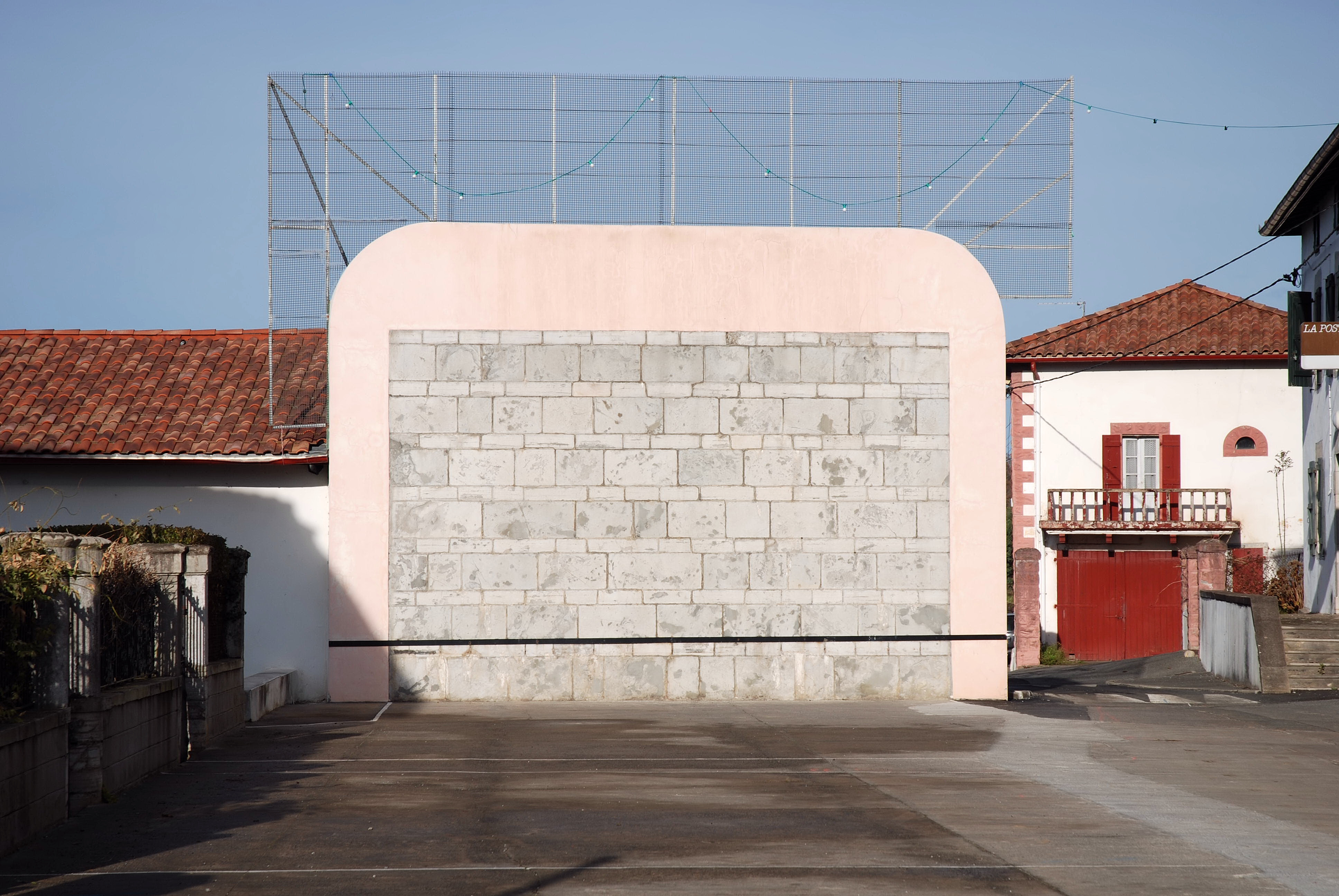
Фронтон (площадка для игры в пелоту)
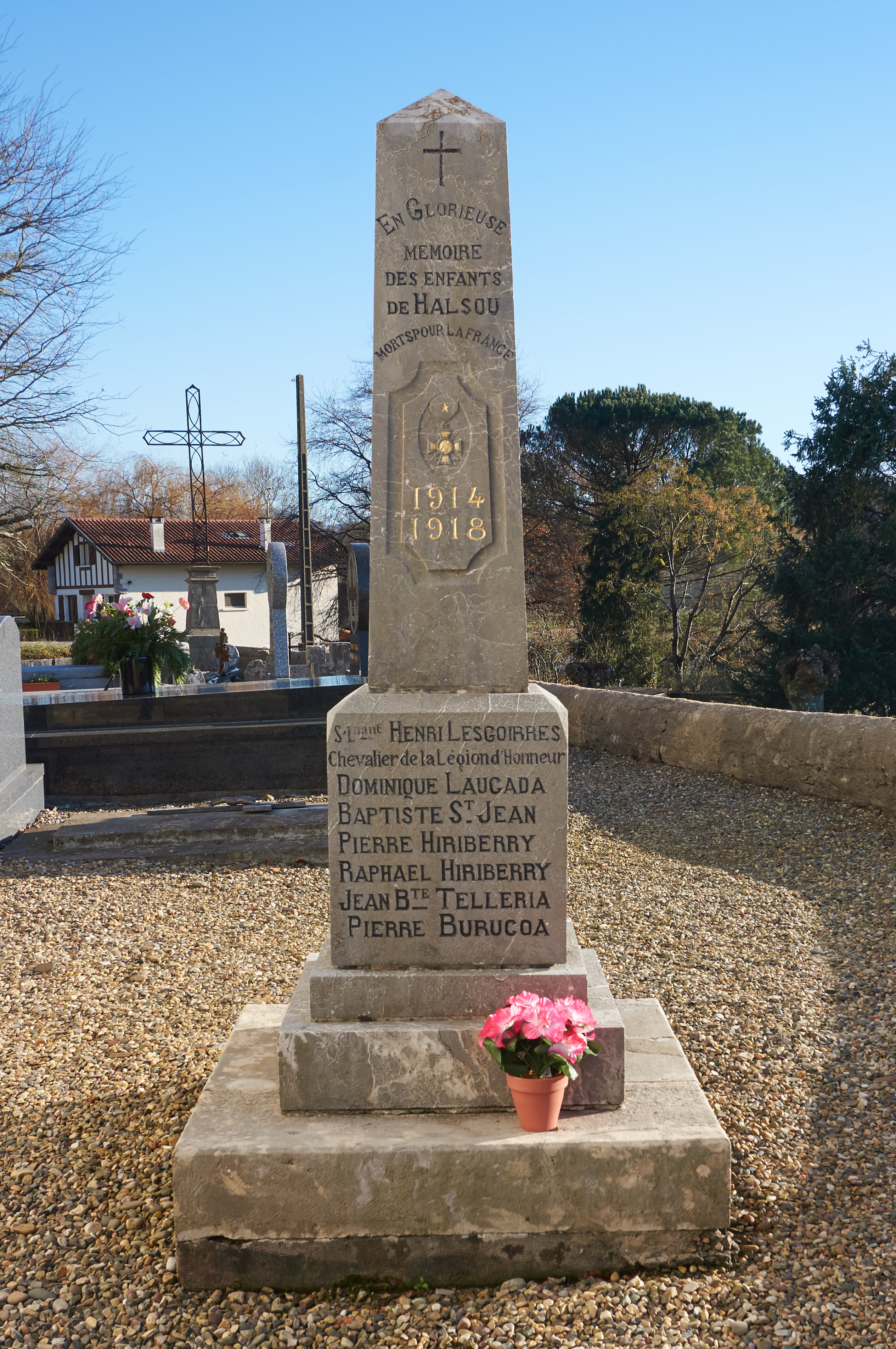
Военный мемориал
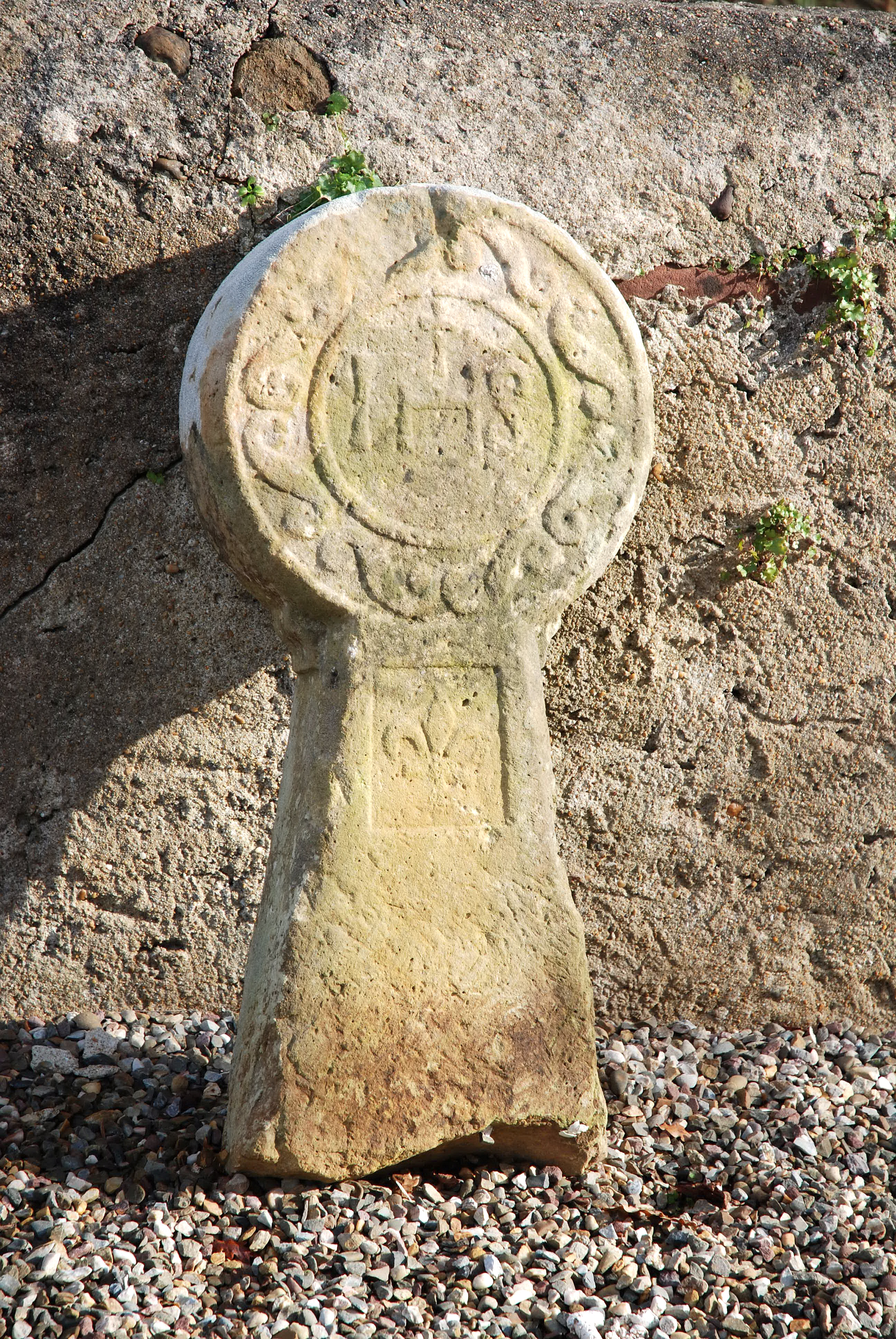
Баскская дискообразная стела
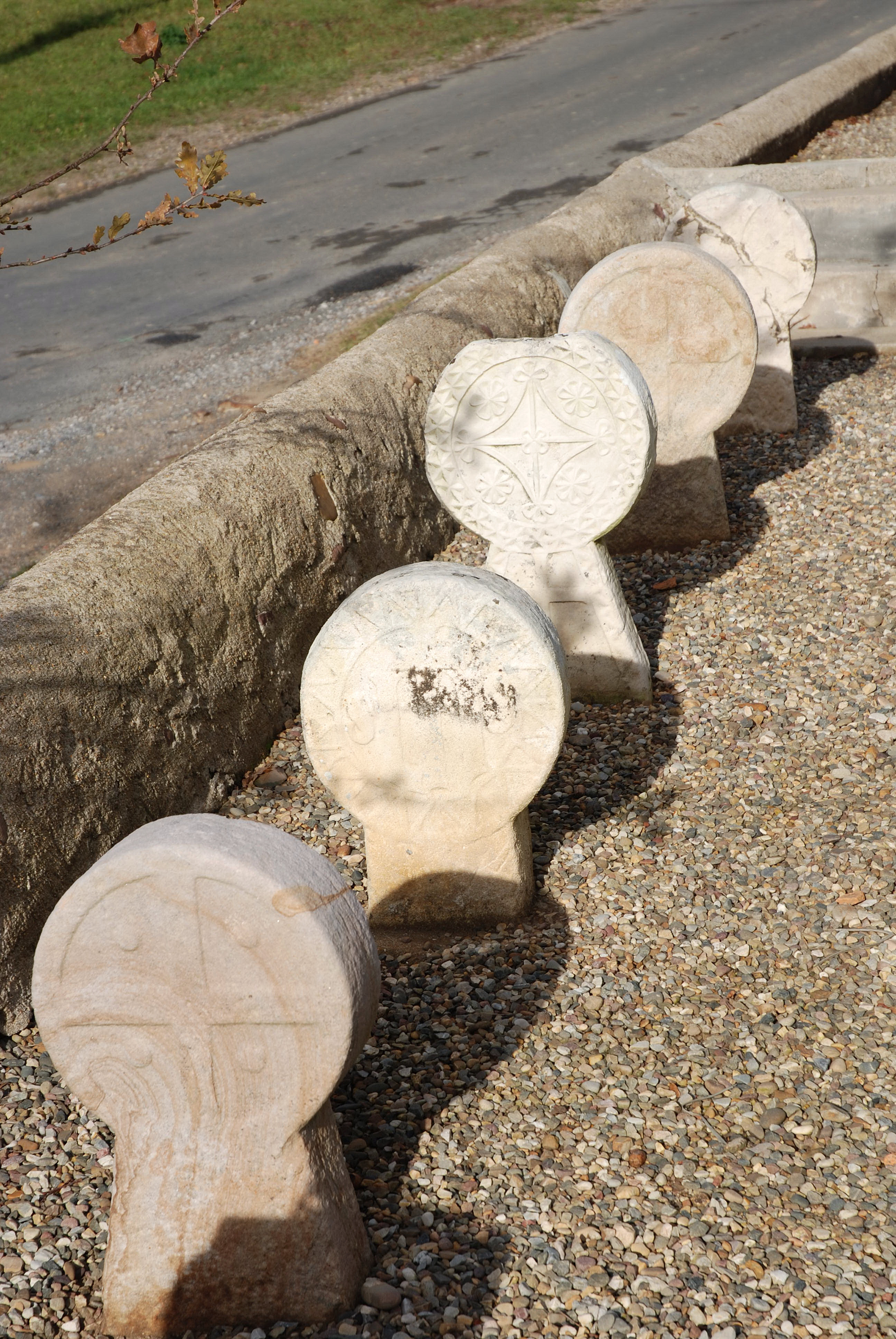
Баскские дискообразные стелы